# Franciszek Michał Moszczeński
Franciszek Michał Dadźbog Moszczeński herbu Nałęcz (zm. 19 kwietnia 1751 roku) − kasztelan brzeskokujawski w latach 1731–1751, podkomorzy inowrocławski w latach 1716–1731, chorąży brzeskokujawski w latach 1709–1716, poseł.

## Rodzina
Syn Bogdana Teodora (zm. 1689), sędziego grodzkiego bydgoskiego i Zofii Dąmbskiej. Rodzeństwo miał liczne: 4 siostry i 2 braci:
- Anna, benedyktynka w Chełmnie
- Bogumiła, żona Macieja Zakrockiego
- Helena Barbara, została żoną Samuela Ossowskiego
- Katarzyna, poślubiła Piotra Raczyńskiego
- Jan został jezuitą w Toruniu
- Piotr Teodor, bezpotomny.

Dnia 5 lutego 1703 roku w Bronikowie poślubił Cecylię Jaraczewską (zm. 1736). Z małżeństwa urodziło się: Agnieszka, późniejsza żona Jana Pławińskiego; Apolinara po mężu Bąkowska; Ludwika, żona Ludwika Ostrowskiego, żupnika z województwa wielkopolskiego; Rozalia po mężu Bagniewska; Zofia, późniejsza żona Józefa Wysockiego; Andrzej, kasztelan i wojewoda inowrocławski; Teodor Wojciech, kasztelan inowrocławski.

## Pełnione urzędy
Był posłem na sejm 1729 roku z województw brzeskokujawskiego i inowrocławskiego.
Urząd kasztelana brzeskokujawskiego pełnił w latach (1731–1751). Zasłużony dla mieszkańców Chmielnika, był fundatorem tamtejszego kościoła. W roku 1733 podpisał elekcję z województwa brzeskokujawskiego. Dziedzic Żołędowszczyzny Borowna i Strzelce. 
Był członkiem konfederacji generalnej zawiązanej 27 kwietnia 1733 roku na sejmie konwokacyjnym. 10 lipca 1737 roku podpisał we Wschowie konkordat ze Stolicą Apostolską.
Komisarz z Senatu na Trybunał Skarbowy Koronny w Radomiu w 1742 roku.